# Armand Laurienté
Armand Laurienté, né le 4 décembre 1998 à Gonesse en France, est un footballeur français qui évolue au poste d'ailier gauche à l'US Sassuolo.

## Biographie

### INF Clairefontaine
Il intègre l'INF Clairefontaine où il côtoie Arnaud Nordin, Alexis Claude-Maurice et Kylian Mbappé.

### En club

#### Formation à Rennes et débuts en prêt (2013-2020)
Arrivé au centre de formation rennais en 2013, Armand Laurienté est un ailier de formation. En attente d'un contrat pro au club, le joueur d'origine guadeloupéenne fait sa première apparition avec le groupe pro du Stade rennais FC à l'occasion du derby à Nantes le 20 avril 2018. Il signe son premier contrat professionnel avec le Stade rennais FC le 25 mai 2018 puis est prêté à Orléans (L2) le 23 juillet de la même année,. En dépit de 3 buts marqués, son prêt à l'US Orléans est rompu le 30 janvier 2019 en raison d'un temps de jeu insuffisant. Après 2 courtes apparitions avec les pros sur la fin de saison 2018-2019, Armand Laurienté fait l'objet d'un nouveau prêt à Lorient le 1er septembre 2019 au lendemain de sa prolongation de contrat en Rouge et Noir,.

#### Affirmation à Lorient (depuis 2020)
Le 8 septembre, il signe définitivement avec le FC Lorient, tout récent promu en Ligue 1, un contrat de quatre saisons pour une indemnité de transfert estimée à 4 millions d'euros,. Le 28 février 2021, il rentre en cours de jeu face à l'AS Saint-Étienne et inscrit un doublé, dont un coup franc direct spectaculaire. Grâce aux deux réalisations de Laurienté, les Lorientais s'imposent 2-1 face aux verts,.
Laurienté fait partie des éléments les plus en vue du FC Lorient début 2021 où les Merlus clairement un autre visage après un début de saison décevant : il s'illustre notamment encore en mars avec ses percées dans la défense de l'OGC Nice, puis un nouveau but sur coup franc direct très remarqué contre le FC Nantes, avec une frappe de 40 mètres qui rappelle celles de Juninho,,,,. Il assume d'ailleurs lui-même essayer de s'inspirer des meilleurs dans le domaine des coups francs, à l'image de l'ex star brésilienne de l'OL ou de Cristiano Ronaldo.
Commençant la saison suivante en confirmant ses prédispositions dans les coups de pied arrêtés – il marque un coup franc direct contre l'équipe de Lyon dirigée précisément par Juninho Pernambucano —, Laurienté s'impose surtout comme un élément central de l'attaque bretonne, jouant 35 matchs avec 6 buts et 2 passes décisives, permettant aux siens d'assurer un deuxième maintien consécutif,.
À l'été 2022, alors qu'il est annoncé en départ vers la Serie A, il est l'auteur d'une performance remarquée face aux promus du TFC fin août, brillant encore sur coup franc, mais aussi par son activité offensive dans ce match nul 2-2 à Toulouse,,.

### En sélection nationale
Armand Laurienté reçoit son premier appel en équipe de France espoirs le 21 mars 2021, convoqué par Sylvain Ripoll à la suite du forfait de Moussa Diaby.

## Statistiques
| Saison                | Club                  | Championnat           | Championnat | Championnat | Championnat | Coupe nationale | Coupe nationale | Coupe nationale | Coupe de la Ligue | Coupe de la Ligue | Coupe de la Ligue | Compétition(s) continentale(s) | Compétition(s) continentale(s) | Compétition(s) continentale(s) | Compétition(s) continentale(s) | Total | Total | Total |
| Saison                | Club                  | Division              | M.          | B.          | P.d.        | M.              | B.              | P.d.            | M.                | B.                | P.d.              | Comp.                          | M.                             | B.                             | P.d.                           | M.    | B.    | P.d.  |
| 2018-2019             | Stade rennais FC      | Ligue 1               | 1           | 0           | 0           | 1               | 0               | 0               | -                 | -                 | -                 | C3                             | -                              | -                              | -                              | 2     | 0     | 0     |
| 2018-2019             | US Orléans (prêt)     | Ligue 2               | 12          | 3           | 0           | 2               | 0               | 0               | 3                 | 0                 | 1                 | -                              | -                              | -                              | -                              | 17    | 3     | 1     |
| 2019-2020             | FC Lorient (prêt)     | Ligue 2               | 19          | 2           | 6           | 4               | 1               | 0               | -                 | -                 | -                 | -                              | -                              | -                              | -                              | 23    | 3     | 6     |
| 2020-2021             | FC Lorient            | Ligue 1               | 29          | 3           | 5           | -               | -               | -               | -                 | -                 | -                 | -                              | -                              | -                              | -                              | 29    | 3     | 5     |
| 2021-2022             | FC Lorient            | Ligue 1               | 35          | 6           | 2           | 1               | 0               | 0               | -                 | -                 | -                 | -                              | -                              | -                              | -                              | 36    | 6     | 2     |
| 2022-2023             | FC Lorient            | Ligue 1               | 3           | 1           | 0           | -               | -               | -               | -                 | -                 | -                 | -                              | -                              | -                              | -                              | 3     | 1     | 0     |
| Sous-total            | Sous-total            | Sous-total            | 86          | 12          | 13          | 5               | 1               | 0               | 0                 | 0                 | 0                 | -                              | 0                              | 0                              | 0                              | 91    | 13    | 13    |
| 2022-2023             | US Sassuolo           | Serie A               | 28          | 7           | 6           | -               | -               | -               | -                 | -                 | -                 | -                              | -                              | -                              | -                              | 28    | 7     | 6     |
| 2023-2024             | US Sassuolo           | Serie A               | 37          | 5           | 5           | 3               | 0               | 0               | -                 | -                 | -                 | -                              | -                              | -                              | -                              | 40    | 5     | 5     |
| 2024-2025             | US Sassuolo           | Serie B               | 33          | 18          | 5           | 1               | 1               | 0               | -                 | -                 | -                 | -                              | -                              | -                              | -                              | 34    | 19    | 5     |
| Sous-total            | Sous-total            | Sous-total            | 98          | 30          | 16          | 4               | 1               | 0               | 0                 | 0                 | 0                 | -                              | 0                              | 0                              | 0                              | 102   | 31    | 16    |
| Total sur la carrière | Total sur la carrière | Total sur la carrière | 197         | 45          | 29          | 12              | 2               | 0               | 3                 | 0                 | 1                 | -                              | 0                              | 0                              | 0                              | 212   | 47    | 30    |

## Palmarès

### En club
FC Lorient
- Championnat de France de Ligue 2
  - Champion en 2020

 US Sassuolo
- Championnat d'Italie de Serie B
  - Champion en 2025[29]

### Distinctions personnelles
- Meilleur joueur de la saison de Serie B en 2025[30]’[31]